# Алайх (район)
Алайх (араб. قضاء عاليه‎) — один из 25 районов Ливана, входит в состав провинции Горный Ливан.
Административный центр района — город Алайх.

## География
Район расположен в западной части Ливана и занимает площадь 263 км². На севере граничит с районом Баабда, на юге — с районом Шуф, на востоке — с районами Захле и Западная Бекаа, на западе омывается водами Средиземного моря.

## Муниципалитеты
Административно район разделён на 55 муниципалитетов.